# Гурьяновка
Гурьяновка (каз. Гурьяновка) — упразднённое село в Есильском районе Северо-Казахстанской области Казахстана. Входило в состав Заречного сельского округа. Исключено из учётных данных в 2024 году.
Код КАТО — 594245300.

## Население
В 1999 году население села составляло 143 человека (69 мужчин и 74 женщины). По данным переписи 2009 года, в селе проживало 34 человека (19 мужчин и 15 женщин).